# Objet patrimonial culturel de Russie
Un objet patrimonial culturel (en russe : Объект культурного наследия, ОКН ; Obekt kulturnogo nasledia, OKN) ou monument historique et culturel des peuples de la fédération de Russie (en russe : памятники истории и культуры народов Российской Федерации) est, en Russie, un monument, un site ou un objet protégé recevant par une décision administrative un statut juridique et un label destinés à le protéger, du fait de son intérêt culturel, historique, artistique ou architectural.
Régie par loi fédérale n⁰ 73-FZ du 25 juin 2002 sur la conservation et la protection par l'État du patrimoine culturel et historique de Russie, trois niveaux d'importance existent : local, régional, fédéral, chaque niveau correspondant à l'intérêt du monument et à sa valeur. L'octroi du statut d'objet patrimonial culturel dépend de son importance, une municipalité pouvant donner qu'une importance locale, un sujet qu'une importance régionale, et la fédération le niveau fédéral.
Au 13 juillet 2023, il y avait en Russie 152 369 objets patrimoniaux culturels répartis sur tout le territoire Russe selon les données du ministère de la Culture de Russie. Ils sont enregistrés au sein du Registre des objets patrimoniaux culturels de Russie.

## Types d'objets
Les objets du patrimoine culturel sont divisés selon les types suivants :
- Monuments : bâtiments individuels, bâtiments et structures avec des territoires historiquement développés (y compris les monuments religieux liés à la propriété religieuse); appartements commémoratifs; mausolées , sépultures individuelles ; œuvres d'art monumentales; objets scientifiques et techniques, y compris militaires; objets du patrimoine archéologique ;
- Ensembles : groupes de monuments isolés ou combinés, bâtiments et structures de fortification, palais, résidences, publics, administratifs, commerciaux, industriels, scientifiques, éducatifs, ainsi que les monuments et structures à vocation religieuse, clairement localisés dans des territoires historiquement développés , y compris des fragments d'urbanisme historique et de constructions de colonies, qui peuvent être attribués à des ensembles d'urbanisme ; ouvrages d' architecture paysagère et d'art paysagiste (jardins, parcs, places, boulevards), nécropoles, objets du patrimoine archéologique ;
- lieux d'intérêt : créations créées par l'homme, ou créations conjointes de l'homme et de la nature, y compris les lieux d'existence de l'artisanat d'art populaire ; centres d'établissements historiques ou fragments d'urbanisme et de développement; lieux mémorables, paysages culturels et naturels associés à l'histoire de la formation des peuples et d'autres communautés ethniques sur le territoire de la fédération de Russie, événements historiques (y compris militaires), vie de personnages historiques éminents; objets du patrimoine archéologique; lieux de rites religieux; lieux de sépulture des victimes de répressions de masse ; lieux religieux et historiques. Les monuments et (ou) les ensembles peuvent être situés dans les limites du site d'intérêt .

## Catégories d'objets du patrimoine culturel
Les objets du patrimoine culturel sont répartis dans les catégories d'importance historique et culturelle suivantes :
- objets du patrimoine culturel d'importance fédérale : objets de valeur historique, architecturale, artistique, scientifique et commémorative, d'une importance particulière pour l'histoire et la culture de la fédération de Russie, ainsi que des objets du patrimoine archéologique;
- objets du patrimoine culturel d'importance régionale : objets de valeur historique et architecturale, artistique, scientifique et commémorative, qui revêtent une importance particulière pour l'histoire et la culture d'une entité constitutive de la fédération de Russie ;
- objets du patrimoine culturel d'importance locale (municipale) : objets de valeur historique et architecturale, artistique, scientifique et mémorielle, qui revêtent une importance particulière pour l'histoire et la culture de la municipalité .

En outre, la loi fédérale "Sur les objets du patrimoine culturel (monuments de l'histoire et de la culture) des peuples de la fédération de Russie" définit la catégorie des objets identifiés du patrimoine culturel, qui comprend les objets nouvellement identifiés jusqu'à leur entrée dans le registre d'État unifié.